# Helen Volk
Helen Volk (* 29. März 1954) ist eine ehemalige simbabwische Hockey- und Softballspielerin.
Aufgrund des Boykotts vieler Nationen bei den Olympischen Sommerspielen 1980 in Moskau gab es keinen afrikanischen Vertreter beim Hockeyturnier der Damen. Eine Woche vor Beginn stellte Simbabwe eine Mannschaft zusammen, der auch Helen Volk angehörte. Zur Überraschung aller wurde die Mannschaft Olympiasieger.
Volk war neben dem Hockey auch als Softballspielerin für die B-Nationalmannschaft Simbabwes aktiv.